# Aleksandr Dubrovin
Aleksandr Ivánovich Dubrovin (1855 – ¿1921?), en cirílico Алекса́ндр Ива́нович Дубро́вин, fue un político y médico ruso, fundador y líder de la Unión del Pueblo Ruso.

## Biografía
Nació en 1855 en Kungur. Tras acabar sus estudios en San Petersburgo, se convirtió en médico en 1879. Perteneció al partido conservador de la Asamblea Rusa entre 1901 y 1904. Tras la Revolución de 1905, en 22 de octubre de ese mismo año fundó y se convirtió en el primer presidente de la Unión del Pueblo Ruso, organización reaccionaria vinculada al movimiento de las Centurias Negras. Detenido en sendas ocasiones en 1917 y 1920, fue ejecutado en lugar indeterminado y fecha situada tentativamente hacia 1921.